# Opłata adiacencka
Opłata adiacencka – opłata dotycząca właścicieli lub użytkowników wieczystych nieruchomości, których wartość wzrosła na skutek następujących zdarzeń:
- podział nieruchomości,
- scalenie i podział nieruchomości,
- budowy urządzeń infrastruktury technicznej[2] z udziałem środków Skarbu Państwa lub jednostek samorządu terytorialnego.

Podstawowe regulacje prawne dotyczące opłat adiacenckich zawarte są w ustawie o gospodarce nieruchomościami. Opłaty adiacenckie nie obejmują nieruchomości przeznaczonych w miejscowym planie zagospodarowania przestrzennego na cele rolne lub leśne.
Opłata adiacencka ustalana jest na podstawie decyzji wójta, burmistrza, prezydenta miasta, przy czym wysokość stawki procentowej tej opłaty jest ustalana przez radę gminy w drodze uchwały. Wysokość stawki jest również ustalana w uchwale o scaleniu i podziale nieruchomości (w przypadku przeprowadzania takiej procedury).
Stawka procentowa opłaty adiacenckiej nie może przekroczyć:
- 30% dla wzrostu wartości nieruchomości spowodowanego jej podziałem[7],
- 50% dla wzrostu wartości nieruchomości spowodowanego jej scaleniem i podziałem[8],
- 50% dla wzrostu wartości nieruchomości spowodowanego budową urządzeń infrastruktury technicznej[9] lub przeprowadzeniem scalania i podziału nieruchomości[10].

Opłaty adiacenckiej nie należy mylić z tzw. opłatą (rentą) planistyczną, która pobierana jest z zupełnie innych przyczyn i na podstawie innych przepisów.